# Langhagen
Langhagen är en ortsteil i kommunen Lalendorf i Landkreis Rostock i förbundslandet Mecklenburg-Vorpommern i Tyskland. Langhagen var en kommun fram till 25 maj 2014 när den uppgick i Lalendorf. Kommunen Langhagen hade 559 invånare 2014.